# Truyện cười

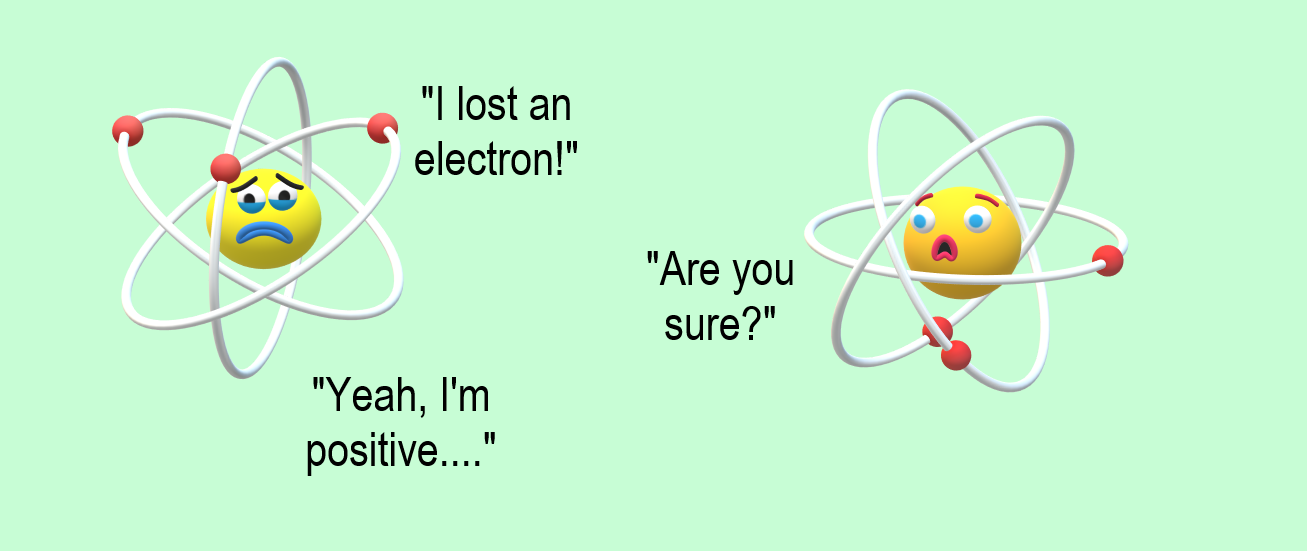
Một đoạn "truyền cười"

Truyện cười là thể loại văn học dân gian, là một lĩnh vực truyện kể dân gian rộng lớn, đa dạng, phức tạp bao gồm những hình thức được gọi bằng những
danh từ khác nhau có tác dụng gây cười, lấy tiếng cười để khen chê và
mua vui,giải trí

## Chủ đề và mục đích
Truyện cười có các mục đích chính:
- Mua vui giải trí: nhằm mục đích giải trí là chủ yếu
- Phê phán: phê bình,lên án thói hư tật xấu của con người
- Đả kích: vạch trần cái ác, cái xấu có tính bản chất của giai cấp thống trị (thời xưa)

## Phân loại
- Truyện cười (giải trí là chủ yếu)
- Truyện trào phúng (phê phán là chủ yếu)
- Truyện tiếu lâm (có yếu tố tục)